# Crosenc
Crosenc (en francès Crozant) és una localitat i comuna de França, a la regió de la Nova Aquitània, departament de la Cruesa. La seva població al cens de 1999 era de 581 habitants. Forma part del Camí de Sant Jaume. Està integrada a la Communauté de communes du Pays Dunois.

## Demografia
| 1968 | 1975 | 1982 | 1990 | 1999 |
| ---- | ---- | ---- | ---- | ---- |
| 929  | 862  | 732  | 636  | 581  |

## Administració
| Període | Identitat     | Partit |
| ------- | ------------- | ------ |
| 1995-   | Jean Parlebas |        |